# Begraafplaats Oud-Zuilen

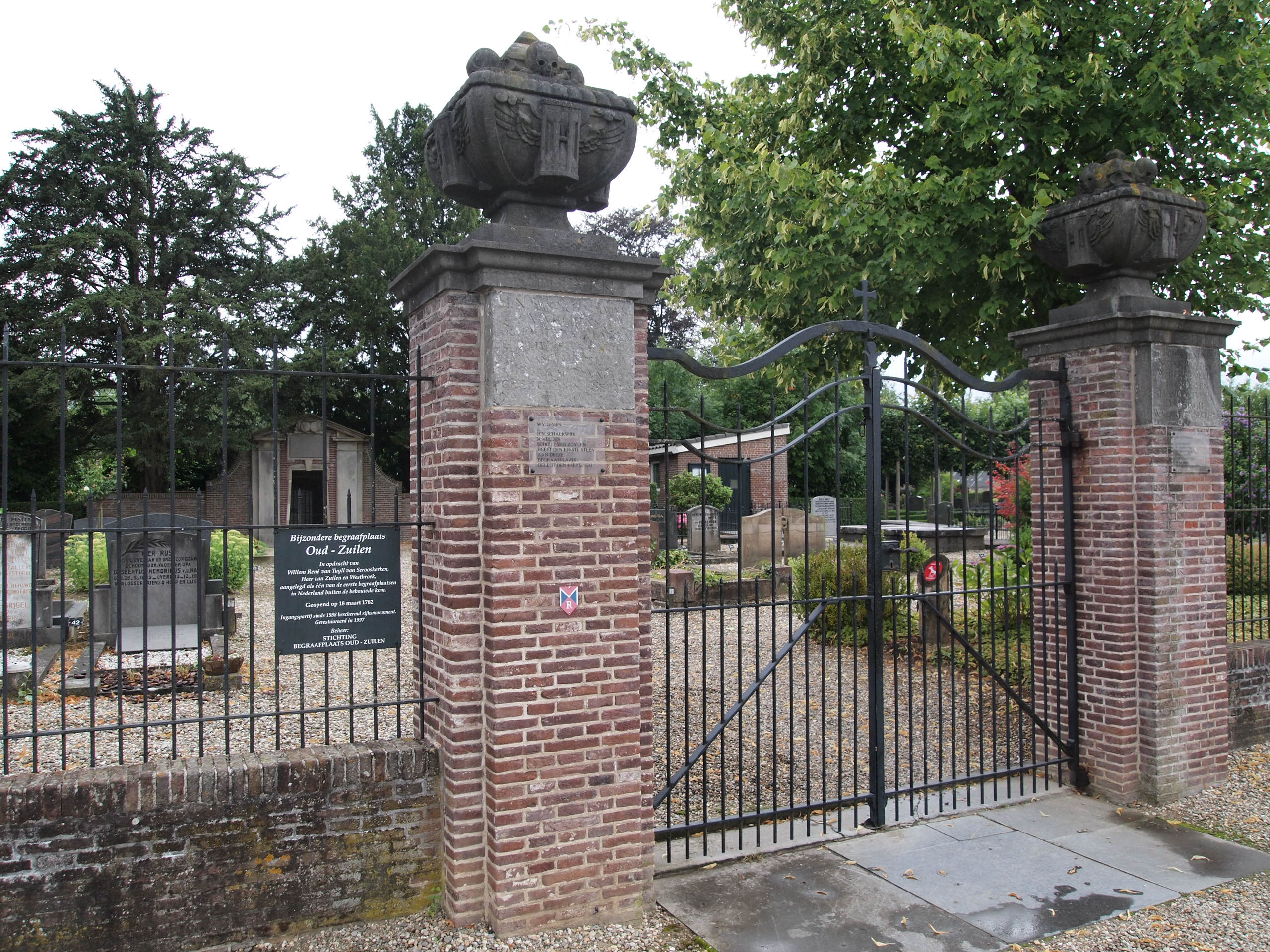
Ingangspartij van de begraafplaats.

De Begraafplaats Oud-Zuilen is een eind-18e-eeuwse begraafplaats in het Nederlandse dorp Oud-Zuilen.
De begraafplaats is in 1781 gesticht door Willem René van Tuyll van Serooskerken als particuliere buitenbegraafplaats op diens landgoed ter hoogte van Slot Zuylen, welke met ingang van 18 maart 1782 in gebruik werd genomen. In die tijd was het een van de eerste in haar soort. De begraafplaats is aangelegd voor de familie Van Tuyll van Serooskerken en andere belangstellenden. Een bekend persoon die hier is begraven is de pionier in de Nederlandse oogheelkunde F.C. Donders.
De ingangspartij van de begraafplaats en het ommuurde deel van de familiebegraafplaats van de familie van Tuyll van Serooskerkenals zijn gewaardeerd als rijksmonument.

## Afbeeldingen

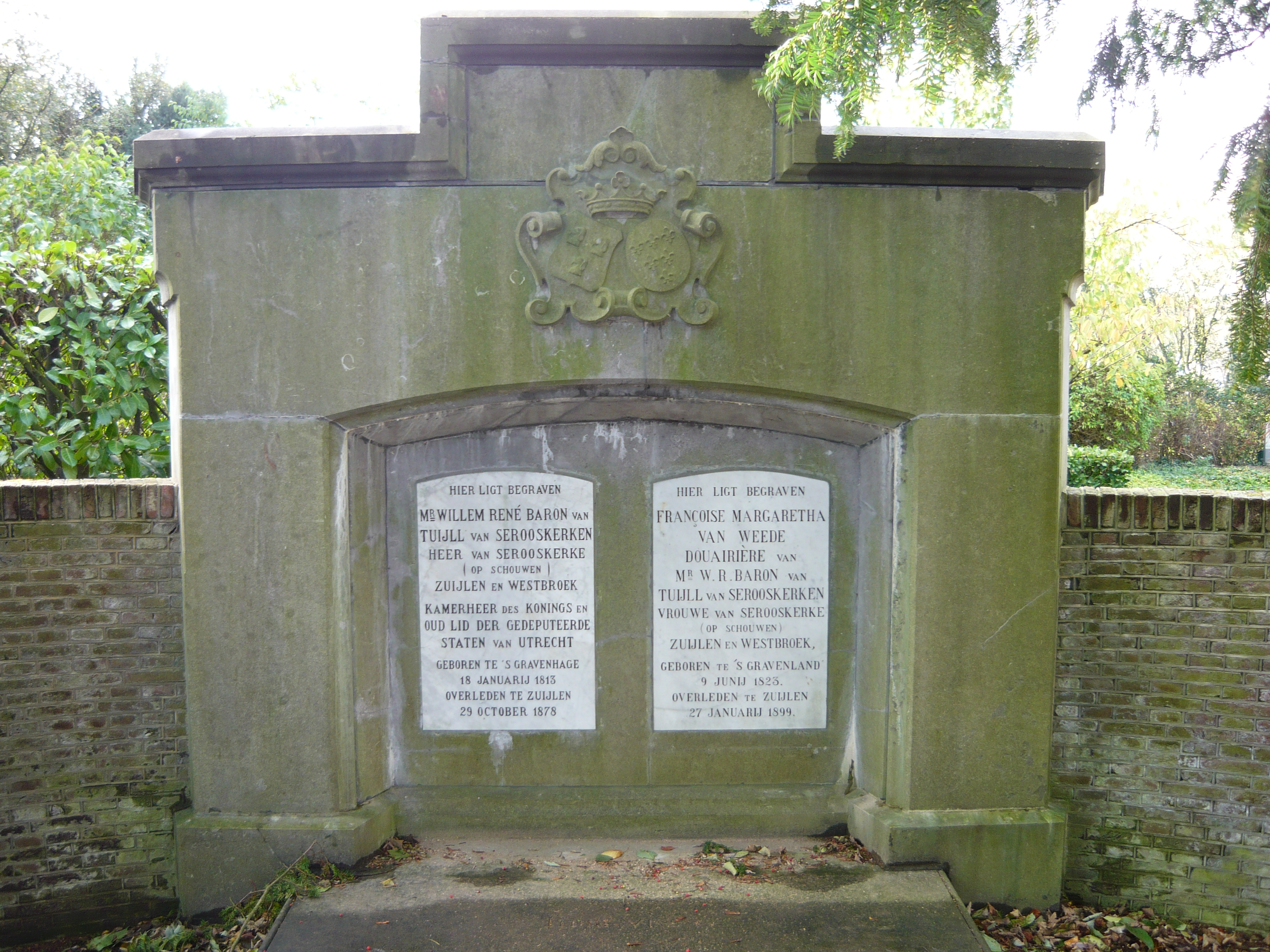
Graf van W.R. van Tuyll van Serooskerken (1813-78) en zijn vrouw
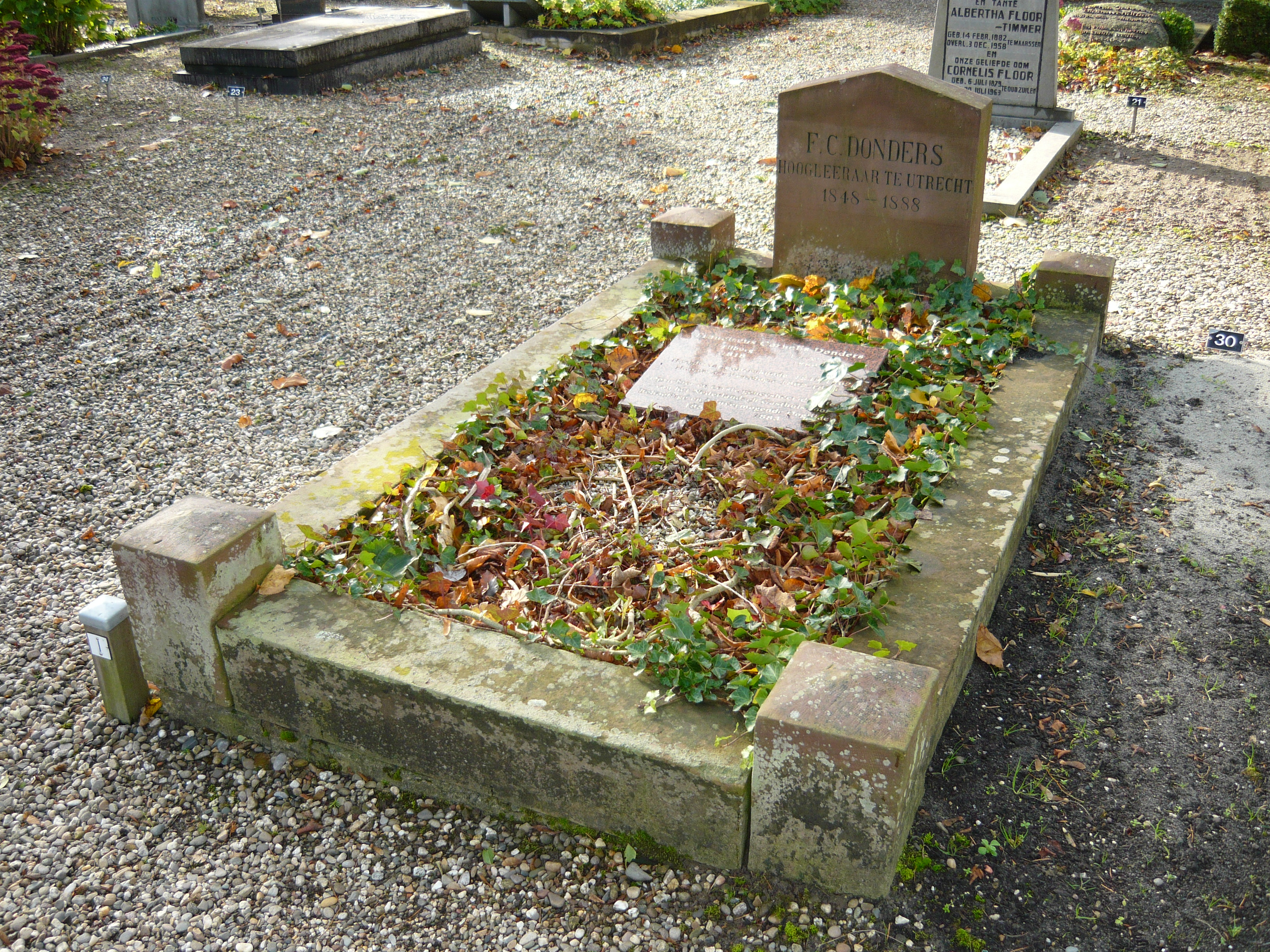
Graf van F.C. Donders